# Kosma I Medyceusz (książę Toskanii)
Kosma I Medyceusz wł. Cosimo I de’ Medici (ur. 12 czerwca 1519 w Vicchio, zm. 21 kwietnia 1574 we Florencji) – książę Florencji w 1537–1569, następnie wielki książę Toskanii w 1569–1574.

## Życiorys
Wychował się w Mugello jako jedyne dziecko kondotiera Ludwika Medyceusza (1498–1526) i jego żony Marii Salviati (1499–1543). Kosma odziedziczył tron w 1537 po zamordowanym kuzynie, Aleksandrze Maurze (1510–1537). Pochodzący z pozamałżeńskiego związku syn zmarłego księcia Juliusz (zm. 1600) nie mógł objąć po nim władzy; jako małoletni nie uzyskał legitymizacji do rodu Medyceuszów. Początkowo Kosma spodziewał się objąć nad nim samodzielną regencję. Jednak brak poparcia papieża spowodował, że młody książę uznał decyzje senatu i podpisał klauzulę opieki 48 patrycjuszy Florencji do czasu, gdy ten osiągnie pełnoletność.
Już w 1537 poparł Karola V Habsburga w wojnach włoskich, toczonych przeciwko Francji. Jednocześnie wysłał Bernarda Medyceusza z misją dyplomatyczną do Rzeszy, gdzie uzyskał od cesarza potwierdzenie dla siebie i swoich potomków dziedzicznej władzy w księstwie. Układy pozwoliły na wyprowadzenie z jego terytorium garnizonów cesarskich oraz wzmocniły sojusz z Habsburgami hiszpańskimi. Licząc na dalsze wsparcie Wiednia umocnił władzę wewnętrzną, szybko marginalizując znaczenie rady patrycjuszy i oddalając opornych jej członków. W lipcu 1537 wygnańcy przy wsparciu Sieny zorganizowali wyprawę pod wodzą Bernarda Salvatiego i Piera Strozziego, którzy zostali pokonani przez florentczyków pod dowództwem Alessandra Vitelliego w bitwie pod Montemurlo. W trakcie starcia został pojmany m.in. Filippo Strozzi, który na polecenie Kosmy został zasztyletowany w upozorowanym samobójstwie.
W późniejszych latach Kosma zmierzał do oddalenia zagrożenia Sieny. W 1554 zorganizował wyprawę zbrojną, wspartą przez wojska Karola V. Po zaciętej obronie stolicy, została ona zdobyta 17 kwietnia 1555. W 1556 papież Pius V wyniósł Kosmę do rangi wielkiego księcia, co potwierdziło ambicje Kosmy do podporządkowania Florencji całego obszaru Toskanii. Ostatecznie pokonał południowego sąsiada w bitwie pod Montalciano w 1559.
W 1565 powołał swojego najstarszego syna Franciszka na współrządcę Toskanii. Następnie oddalił się do swojej posiadłości Villa di Castello, gdzie zmarł.

## Rządy

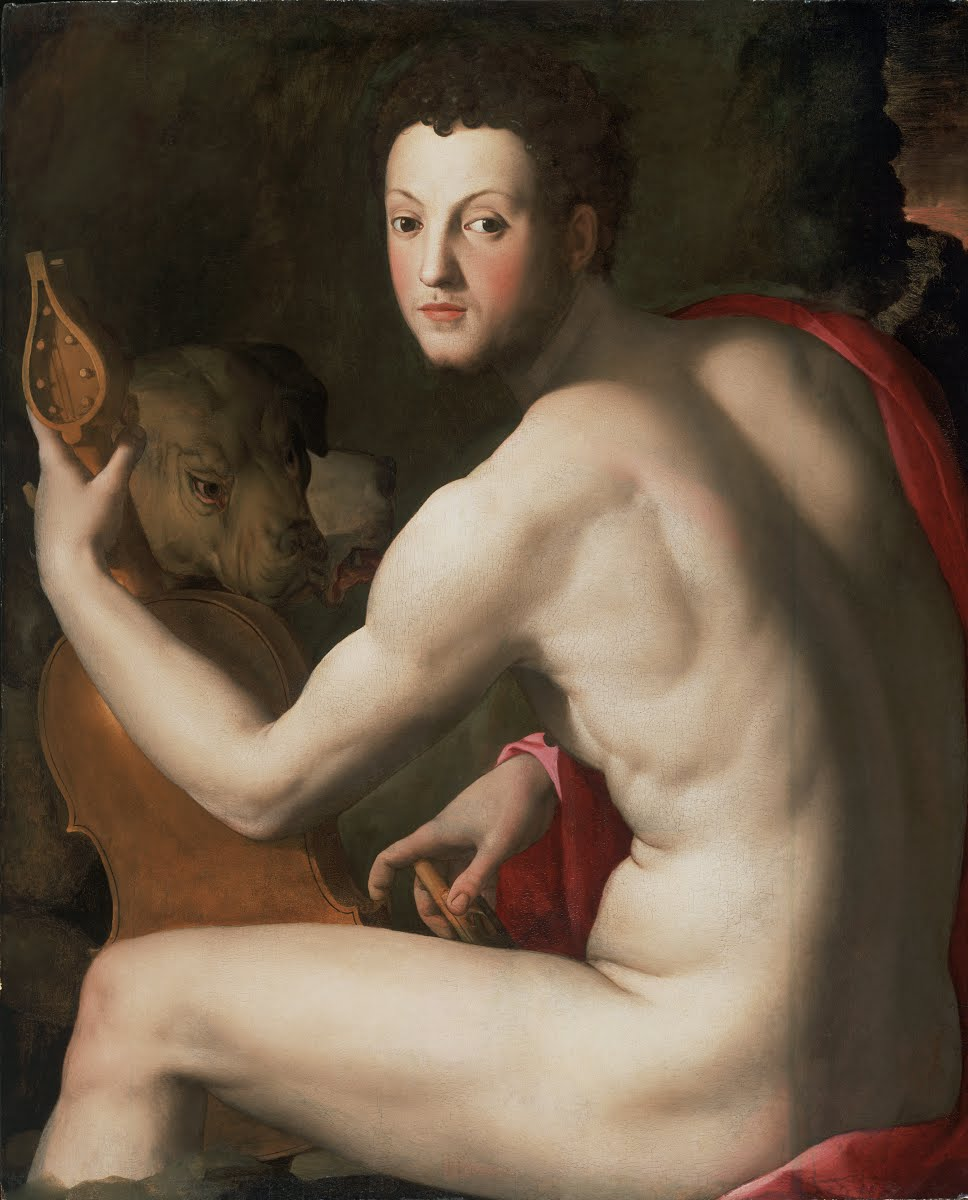
Kosma jako Orfeusz oswajający Cerbera, mal. Angolo Bronzino, ok. 1537

Kosma był władcą autorytarnym, panującym w duchu zasad renesansowego makiawelizmu. Aby chronić się przed spodziewanymi intrygami dworskimi oraz wpływami patrycjatu miejskiego, powołał gwardię książęcą, rekrutowaną z najemnych Szwajcarów. Skutecznie przeciwstawiła się ona straży miejskiej, wpływowej w okresie republiki i później rządów Aleksandra Maura. Rozwinął też sieć szpiegowską, obejmującą całe Północne Włochy. Pozwoliła ona na zamordowanie 26 lutego 1548 Wawrzyńca Medyceusza (1514–1548) ukrywającego się w Wenecji.
Rządy Kosmy charakteryzują się również rozbudową armii. Obok formacji policyjnych zwiększył liczebność stałego wojska. Unowocześnił szereg twierdz w państwie: Arezzo, Siena, Sansepolcro. Obwarował miasta: Piza i Fivizzano. Na Elbie i Terra del Sole wzniósł nowoczesne twierdze do obrony dróg morskich. Rozwinął flotę wojenną, dzięki czemu mogła ona wziąć udział w bitwie pod Lepanto. Dla wzmocnienia siły militarnej i wsparcia ligi katolickiej przeciwko Imperium Osmańskiemu powołał w 1571 Zakon św. Stefana, którego został pierwszym wielkim mistrzem.
W trakcie swojego panowania zreformował również administrację Księstwa Florencji. Na wzór kurii papieskiej powołał oficja, wydziały centralne nadzorujące prace aparatu państwowego oraz kontrolujące działalność cechów i gildii kupieckich. Ostatnie z wymienionych oficjów pozwoliły na uszczelnienie systemu podatkowego państwa.

## Mecenat
Po zjednoczeniu Toskanii Kosma zmierzał do zwiększenia prestiżu dziedzicznego władztwa. Już u początku swojego panowania zatrudnił architekta Niccolò Tribolo, który zaprojektował i nadzorował budowę nowej siedziby Medyceuszów, Villa di Castello na obrzeżach Florencji. Założony wokół niej zieleniec stał się prototypem rozwiązań renesansowych ogrodów włoskich. Ukończył również przebudowę pałacu Pitti oraz założył Ogrody Boboli. Znanych jest wiele zamówień Kosmy na obrazy; stale patronował m.in. Giorgiu Vasariemu, Jacopowi Pontormowi i Agnolowi Bronzinowi oraz rzeźbiarzowi Benventuowi Celliniemu. Spośród architektów pracował dla niego Baldassarre Lanci. Patronował także uczonym, historykom: Scipionemu Ammiratowi i Benedettowi Varchiemu.
Obok wielkich założeń architektonicznych Kosma wystawił sobie wielki pomnik dłuta Giambologny, odsłonięty już po jego śmierci, w 1598 na Piazza della Signoria we Florencji.

## Krąg rodzinny

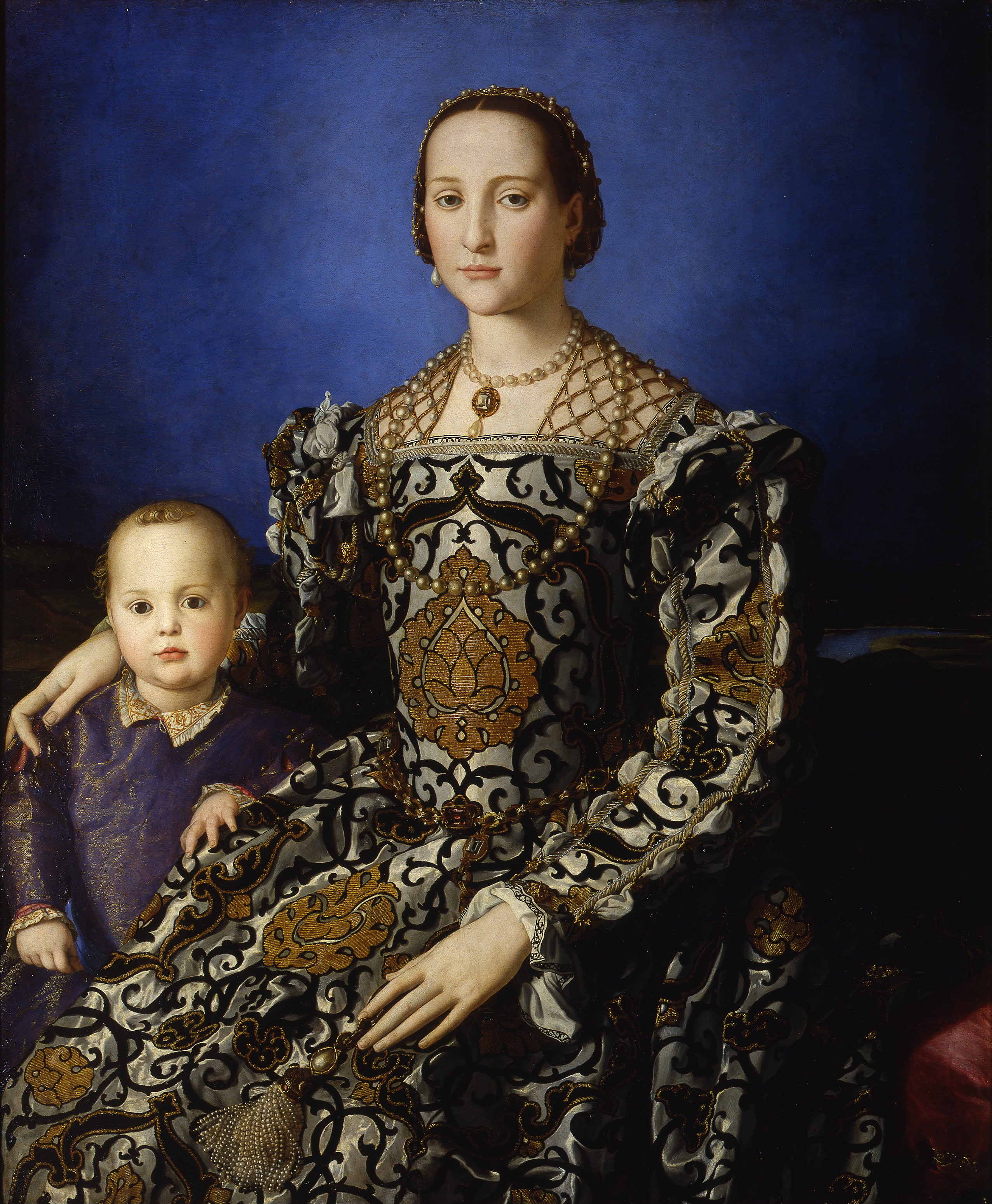
Eleonora z Toledo z synem Janem, mal. Agnolo Bronzino, ok. 1544–1545, Uffizi

29 marca 1539 we Florencji Kosma poślubił Eleonorę z Toledo (1522–1562), hiszpańską szlachciankę, córkę Pedra Álvareza (1484–1553), wicekróla Neapolu, i jego żony Maríi Osorio y Pimentel. Małżeństwo doczekało się licznego potomstwa:
- Maria (1540–1557), księżniczka Toskanii.
- Franciszek (1541–1581), wielki książę Toskanii 1574–1581, x Joanna Habzburżanka (1547–1578), arcyksiężniczka Austrii, księżniczka Niemiec, Czech i Węgier.
- Izabela Romana (1542–1576), księżniczka Toskanii, x Paweł Jordan Orsini (1541–1585), książę Bracciano.
- Jan (1543–1562) – arcybiskup Pizy, kardynał.
- Lukrecja (1545–1561), księżniczka Toskanii, x Alfons II d’Este (1533–1597), książę Farrery i Modeny.
- Piotr starszy (10 sierpnia 1546–10 czerwca 1549), książę Toskanii.
- Garcia (1547–1562), książę Toskanii.
- Antoni (1 lipca 1548–lipiec 1548), książę Toskanii.
- Ferdynand (1549–1609), wielki książę Toskanii 1581–1609, x Krystyna Lotaryńska (1565–1637), księżniczka Lotaryngii, koregentka Toskanii 1621–1631.
- Anna (19 marca–6 sierpnia 1553), księżniczka Toskanii.
- Piotr młodszy (1554–1604), książę Toskanii, x Eleonora Álvarez z Toledo (1553–1576), księżniczka Villafranca.

Kosma I posiadał dwoje dzieci pozamałżeńskich: Jana (1567–1621) i Blankę (ok. 1536–1542), legitymizowanych później przez ojca.
Przodkowie:
| 4. Jan Medyceusz Pospolity (1467–1498)   |  |                                 |  |  |                    |
|                                          |  | 2. Ludwik Medyceusz (1498–1526) |  |  |                    |
| 5. Katarzyna Sforza (1463–1509)          |  |                                 |  |  |                    |
|                                          |  |                                 |  |  | 1. Kosma Medyceusz |
| 6. Jacopo Salviati (1461–1563)           |  |                                 |  |  |                    |
|                                          |  | 3. Maria Salviati (1499–1543)   |  |  |                    |
| 7. Lukrecja Maria Medycejska (1470–1553) |  |                                 |  |  |                    |
|                                          |  |                                 |  |  |                    |